# Batalion ON „Żywiec”

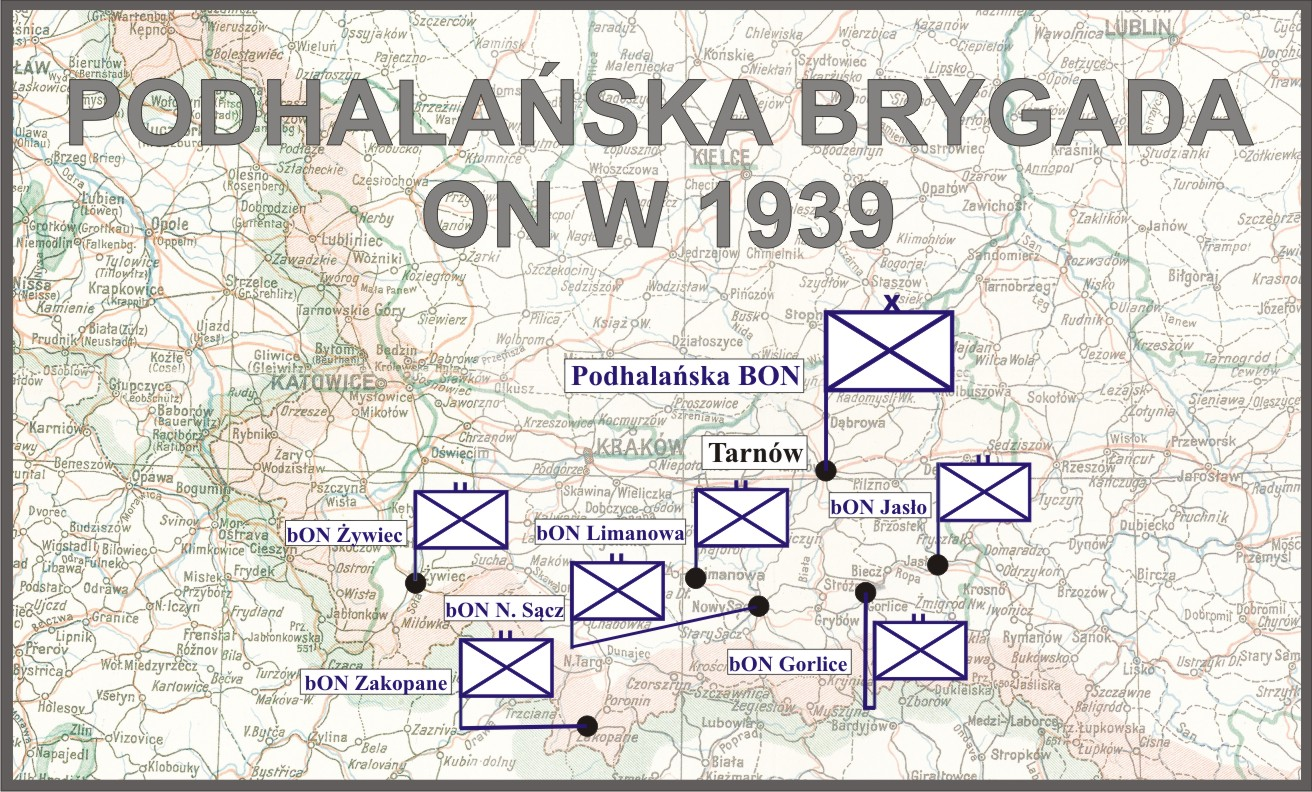
Podhalańska Brygada ON

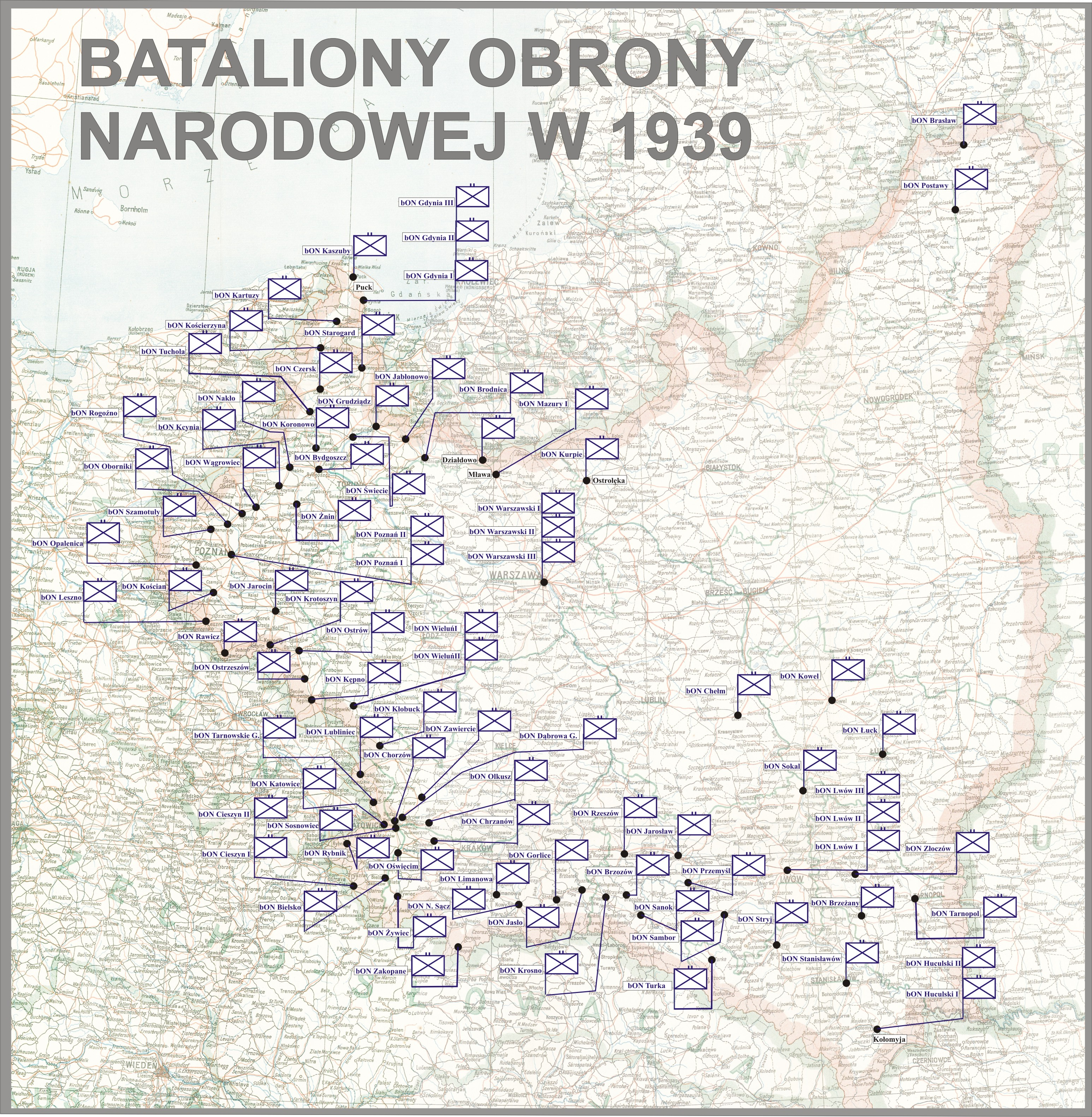
Obrona Narodowa w 1939

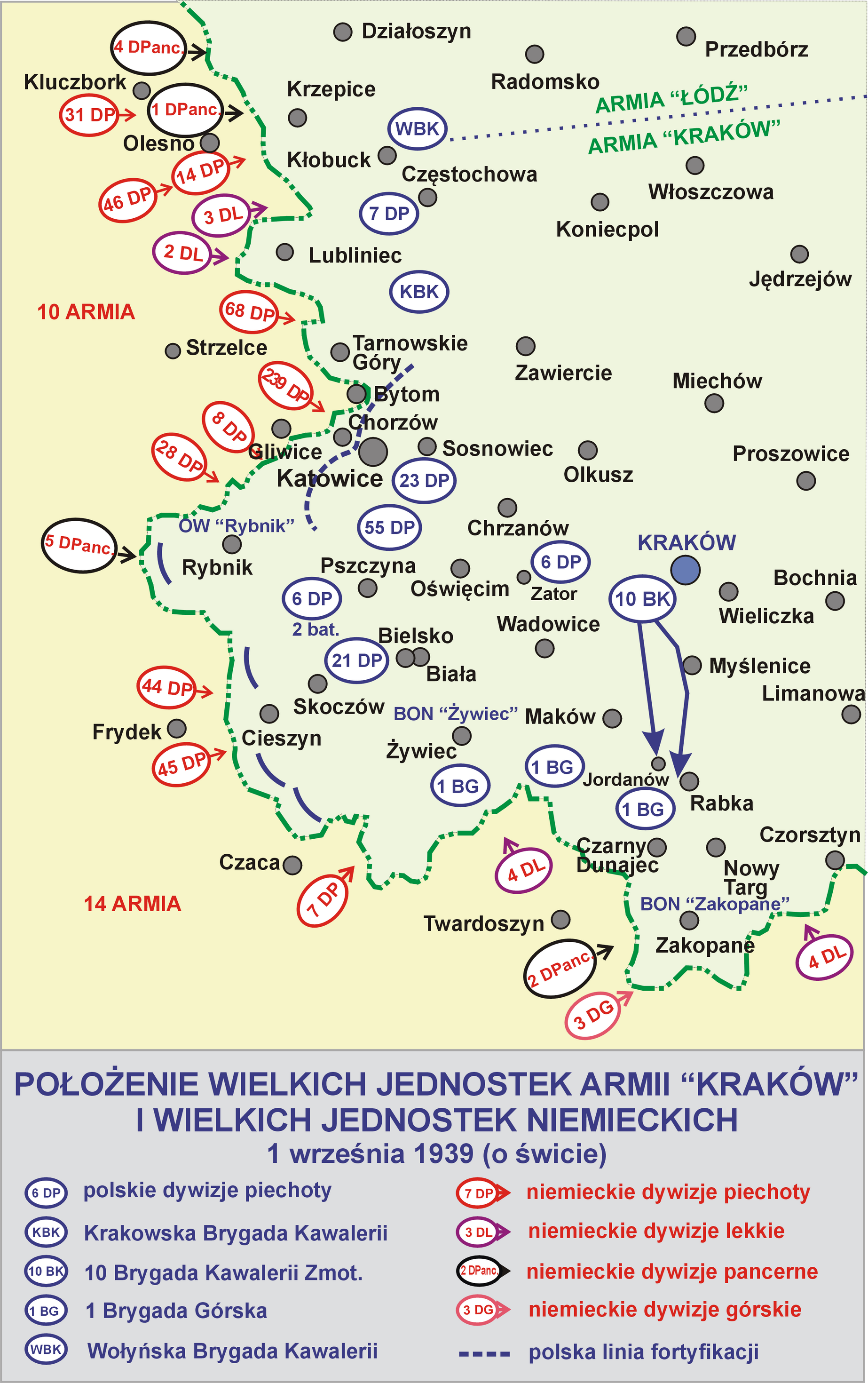
Batalion walczył w składzie 1 Brygady Górskiej

Żywiecki Batalion Obrony Narodowej (batalion ON „Żywiec”) – pododdział piechoty Wojska Polskiego II RP.

## Formowanie batalionu
Batalion został sformowany wiosną 1939 roku, w składzie Podhalańskiej Brygady ON, według etatu batalionu ON typ IV. Dowództwo jednostki oraz 1 kompanię i pododdziały specjalne zorganizowano w Żywcu. 2 kompania powstała w Milówce, a 3 kompania w Rajczy.
Jednostką administracyjną i mobilizującą dla Żywieckiego batalionu ON był 12 pułk piechoty w Wadowicach.
W sierpniu 1939 roku dokonano znaczących zmian w uzbrojeniu batalionu. Wycofane zostały francuskie karabiny Berthier wz. 1907 i ckm Hotchkiss wz. 1914, a w ich miejsce zostały dostarczone karabiny Mauser wz. 1898 z I wojny światowej (bez bagnetów) i cztery ckm wz. 1930. W czasie mobilizacji alarmowej pododdział otrzymał jedną armatę przeciwpancerną wz. 1936 i dwie armaty górskie wz. 1906. Nie otrzymał natomiast moździerza i masek przeciwgazowych.

## Działania batalionu w kampanii wrześniowej
W kampanii wrześniowej baon walczył w składzie 1 Brygady Górskiej (Armia „Kraków”).
1 września 1939 roku dwa plutony z 1 i 2 kompanii ON wraz z I batalionem 2 pułku Strzelców Górskich stanowiły obsadę rygla obronnego „Węgierska Górka”. Na czatach był jeden pluton z 2 kompanii ON (pod Zwardoniem) i jeden pluton z 3 kompanii ON (pod Rajczą). Natomiast gros batalionu w Żywcu stanowiło odwód dowódcy 2 psg.

## Obsada personalna
- dowódca - kpt. Julian Szczerbaniewicz
- dowódca 1 kompanii ON „Żywiec” – ppor. rez. Eugeniusz Nowakowski
- dowódca 2 kompanii ON „Milówka” – ppor. rez. Jan Grzegorz Krawiec (por. Stanisław Niemczyk[1])
- dowódca 3 kompanii ON „Rajcza” – por. Sieliński[1]
- dowódca plutonu ppanc - ppor. rez. Władysław Markiewicz[2]
- dowódca plutonu artylerii górskiej –

Inni oficerowie
- Jan Krawiec